# Джо-Дейвис (тауншип, Миннесота)
Джо-Дейвис (англ. Jo Daviess) — тауншип в округе Фэрибо, Миннесота, США. На 2000 год его население составило 281 человек.

## География
По данным Бюро переписи населения США площадь тауншипа составляет 93,2 км², из которых 93,1 км² занимает суша, а 0,1 км² — вода (0,11 %).

## Демография
По данным переписи населения 2000 года здесь находились 281 человек, 107 домохозяйств и 78 семей.  Плотность населения —  3,0 чел./км².  На территории тауншипа расположено 118 построек со средней плотностью 1,3 построек на один квадратный километр. Расовый состав населения: 91,81 % белых, 0,71 % афроамериканцев, 0,71 % коренных американцев, 4,63 % — других рас США и 2,14 % приходится на две или более других рас. Испанцы или латиноамериканцы любой расы составляли 9,61 % от популяции тауншипа.
Из 107 домохозяйств в 37,4 % воспитывались дети до 18 лет, в 63,6 % проживали супружеские пары, в 3,7 % проживали незамужние женщины и в 26,2 % домохозяйств проживали несемейные люди. 24,3 % домохозяйств состояли из одного человека, при том 9,3 % из — одиноких пожилых людей старше 65 лет. Средний размер домохозяйства — 2,63, а семьи — 3,15 человека.
28,1 % населения — младше 18 лет, 7,8 % — в возрасте от 18 до 24 лет, 30,6 % — от 25 до 44, 17,4 % — от 45 до 64, и 16,0 % — старше 65 лет. Средний возраст — 38 лет. На каждые 100 женщин приходилось 132,2 мужчин.  На каждые 100 женщин старше 18 приходилось 117,2 мужчин.
Средний годовой доход домохозяйства составлял 33 750 долларов, а средний годовой доход семьи —  35 625 долларов. Средний доход мужчин —  30 938  долларов, в то время как у женщин — 19 625. Доход на душу населения составил 13 220 долларов. За чертой бедности находились 11,7 % семей и 12,4 % всего населения тауншипа, из которых 15,8 % младше 18 и 5,6 % старше 65 лет.